# Chionea ancae
Chionea ancae är en tvåvingeart som först beskrevs av Menier och Loïc Matile 1976.  Chionea ancae ingår i släktet Chionea och familjen småharkrankar.
Artens utbredningsområde är Frankrike. Inga underarter finns listade i Catalogue of Life.